# Niphargogammarus aequimanus
Niphargogammarus aequimanus is een vlokreeftensoort uit de familie van de Pontogammaridae. De wetenschappelijke naam van de soort is voor het eerst geldig gepubliceerd in 1895 door G.O. Sars.